# 동림호텔
동림호텔(東林호텔)은 조선민주주의인민공화국의 호텔이다. 

## 설명
이 호텔은 북조선의 주요 숙박시설 중 한 가지로서,  평안북도 동림군에 있다. 
동림호텔은 4성급 호텔로 중국의 조선족이나 한족이 쉬려 온다.